# Lia Böhme
Lia Böhme (* 16. Juli 2005) ist eine deutsche Skispringerin.

## Werdegang
Die Tochter des Kommunikationstechnikers und Amateurskispringers Oliver Böhme nahm seit Februar 2019 erfolgreich am Alpencup teil. Bei ihrem Debüt im FIS Cup am 20. Februar 2021 in Villach wurde sie Zweite. Auch bei der ersten Teilnahme am Continental Cup punktete Böhme. Nach zwei erfolglosen Qualifikationen auf ihrer Heimschanze in Klingenthal sprang sie Anfang August 2023 in Szczyrk erstmals im Grand Prix.
Böhme gehörte zur deutschen Auswahl für die Junioren-Weltmeisterschaften 2021 und 2023. Bei Letzterer gewann sie mit der Mannschaft Bronze.

## Statistik

### Continental-Cup-Platzierungen
| Saison  | Platz | Punkte |
| ------- | ----- | ------ |
| 2021/22 | 079.  | 015    |
| 2022/23 | 017.  | 161    |